# Robert Darthez
Robert Darthez, fransk skådespelare.

## Filmografi (urval)
- 1935 - Bonne chance
- 1932 - Cognasse
- 1932 – Service de nuit
- 1931 - Calais-Douvres
- 1930 - Arthur